# Cúpula do Clima de 2021
A Cúpula Mundial de Lideres pelo Clima 2021 foi um evento convocado pelo presidente dos Estados Unidos, Joe Biden em resposta a sua preocupação com a mudança climática mundial e o que está sendo feito pelos países para melhorar a questão ambiental. O evento contou com a presença de lideres de 40 países diferentes, sendo uma preparação para Conferência das Nações Unidas sobre as Mudanças Climáticas.

## Objetivo
O objetivo principal era discutir as principais mudanças que devem ser tomadas nos próximos anos para melhorar a qualidade de vida mundial, sendo debatidos:
- A diminuição de gases do efeito estufa por parte dos países;
- Auxilio a países vulneráveis para aderir ao programa "emissão liquida zero";
- Benefícios econômicos da preocupação com o clima;
- Tecnologias em transformação;
- Fatores subnacionais não estatais em questão climática;

Além destes tópicos foram debatidos outros assuntos gerais.

## Países convidados e seus representantes
| País Convidado                 | Representante               |
| ------------------------------ | --------------------------- |
| Estados Unidos                 | Joe Biden (Anfitrião)       |
| África do Sul                  | Cyril Ramaphosa             |
| Alemanha                       | Angela Merkel               |
| Antígua e Barbuda              | Gaston Browne               |
| Arábia Saudita                 | Salman da Arábia Saudita    |
| Argentina                      | Alberto Fernández           |
| Austrália                      | Scott Morrison              |
| Bangladesh                     | Sheikh Hasina               |
| Brasil                         | Jair Bolsonaro              |
| Butão                          | Lotay Tshering              |
| Canadá                         | Justin Trudeau              |
| Chile                          | Sebastián Piñera            |
| China                          | Xi Jinping                  |
| Colômbia                       | Iván Duque Márquez          |
| Coreia do Sul                  | Moon Jae-in                 |
| Dinamarca                      | Mette Frederiksen           |
| Emirados Árabes Unidos         | Khalifa bin Zayed al Nahyan |
| Espanha                        | Pedro Sánchez               |
| França                         | Emmanuel Macron             |
| Gabão                          | Ali Bongo                   |
| Índia                          | Narendra Modi               |
| Indonésia                      | Joko Widodo                 |
| Israel                         | Benjamin Netanyahu          |
| Itália                         | Mario Draghi                |
| Jamaica                        | Andrew Holness              |
| Japão                          | Yoshihide Suga              |
| México                         | Andrés Manuel López Obrador |
| Níger                          | Muhammadu Buhari            |
| Noruega                        | Erna Solberg                |
| Nova Zelândia                  | Jacinda Ardern              |
| Polónia                        | Andrzej Duda                |
| Quênia                         | Uhuru Kenyatta              |
| Reino Unido                    | Boris Johnson               |
| Ilhas Marshall                 | David Kabua                 |
| República Democrática do Congo | Félix Tshisekedi            |
| Rússia                         | Vladimir Putin              |
| Singapura                      | Lee Hsien Loong             |
| Turquia                        | Recep Tayyip Erdoğan        |
| Vietname                       | Nguyễn Phú Trọng            |

## Momentos importantes

### Estados Unidos
O presidente dos Estados Unidos Joe Biden iniciou a cúpula com seu discurso e ministrou-a até seu final. Joe Biden corre atrás do prejuízo deixado por Donald Trump, assim voltando a assinar o contrato do Tratado de Paris desfeito por seu antecessor. Também utilizou da oportunidade para  estreitar suas comunicações com a China, Biden disse o seguinte:
| “ | Certamente esperamos que o presidente Xi venha à reunião e fale com mais detalhes sobre alguns dos esforços adicionais que a China pretende fazer. Mas acho que temos uma base muito forte já na declaração conjunta que os dois países fizeram sobre as direções que parecem estar tomando. | ” |

Biden também aproveitou seu tempo para afirmar que promete reduzir em 50% as emissões dos gases do efeito estufa em seu país.

### China
Em seu discurso, o presidente chinês Xi Jinping, afirmou que pretende passar do pico do carbono para o carbono zero até 2060. Também aproveitou seu espaço de fala para responder a investida do líder estadunidense:
| “ | A China está ansiosa para trabalhar com os Estados Unidos para melhorar a governança global. Nós lutamos por uma sociedade mais equilibrada e priorizamos o meio ambiente, queremos atingir nossas metas climáticas antes de 2030 e a neutralidade na emissão de carbono antes de 2060. Queremos sair do pico do carbono para carbono zero em tempo mais curto que outros países desenvolvidos | ” |

### França
Por parte da França o presidente Emmanuel Macron tomou as rédeas de um discurso mais acido e motivacional, afirmando a necessidade de melhoras rápidas nas questões ambientais. Macron que já se mostrou preocupado anteriormente com a situação do Brasil em questão das queimadas na Amazônia disse o seguinte:
| “ | Agir em prol do clima significa [criar] regulamentações e regulamentações em nível internacional. Se não definirmos um preço para o carbono, não haverá transição. | ” |

### Rússia
O presidente Vladimir Putin da Rússia se manteve na defensiva durante seu discurso, em um breve discurso comentou sobre reduzir as emissões de carbono e criar fontes de energia livres do composto como a energia nuclear.

### Reino Unido
O primeiro ministro do Reino Unido Boris Jhonson fez um discruso breve e prometeu uma redução de 78% das emissões de carbono em seu território até o ano de 2035, também aproveitou e elogiou o presidente dos Estados Unidos Joe Biden:
| “ | Estou realmente emocionado com o anúncio divisor de águas que Joe Biden fez por devolver os Estados Unidos à linha de frente da luta contra a mudança climática. É vital para todos nós mostrarmos que não se trata apenas de uma promessa cara e politicamente correta | ” |

### Alemanha
Pelo lado da Alemanha, a chanceler alemã Angela Markel também elogiou o presidente Joe Biden por ter voltado atrás na ideia do tratado de Paris:
| “ | Estou muito feliz que os EUA tenham voltado a participar da política clínica, pois é totalmente indiscutível que o mundo precisa da participação dos EUA para que o Acordo de Paris seja cumprido. | ” |

Também citou os preços de se manter um tratado de tamanha magnitude e apoiou a ajuda estrangeira em países com dificuldades em sua sustentabilidade:
| “ | Acima de tudo, precisamos de solidariedade com os países em desenvolvimento. Os países iniciantes se comprometeram a contribuir com 100 bilhões anuais para o financiamento da política climática até 2020. E isso agora será estendido até pelo menos 2025. Na Alemanha, dobramos nossos gastos climáticos de 2020 para 4 bilhões de euros anualmente e no próximo ano também faremos nossa parte | ” |

### Japão
O líder japonês Yoshihide Suga se manteve recluso durante a reunião, com o Japão estando em 5° lugar na lista de emissões de gases do efeito estufa, o líder japonês havia prometido uma pequena melhora de 26% a menos de gases até 2030, o que não estava agradando seus colegas, então nesta nova reunião o líder japonês aumentou sua promessa para 46% a menos de gases emitidos até 2030.

## Participação do Brasil

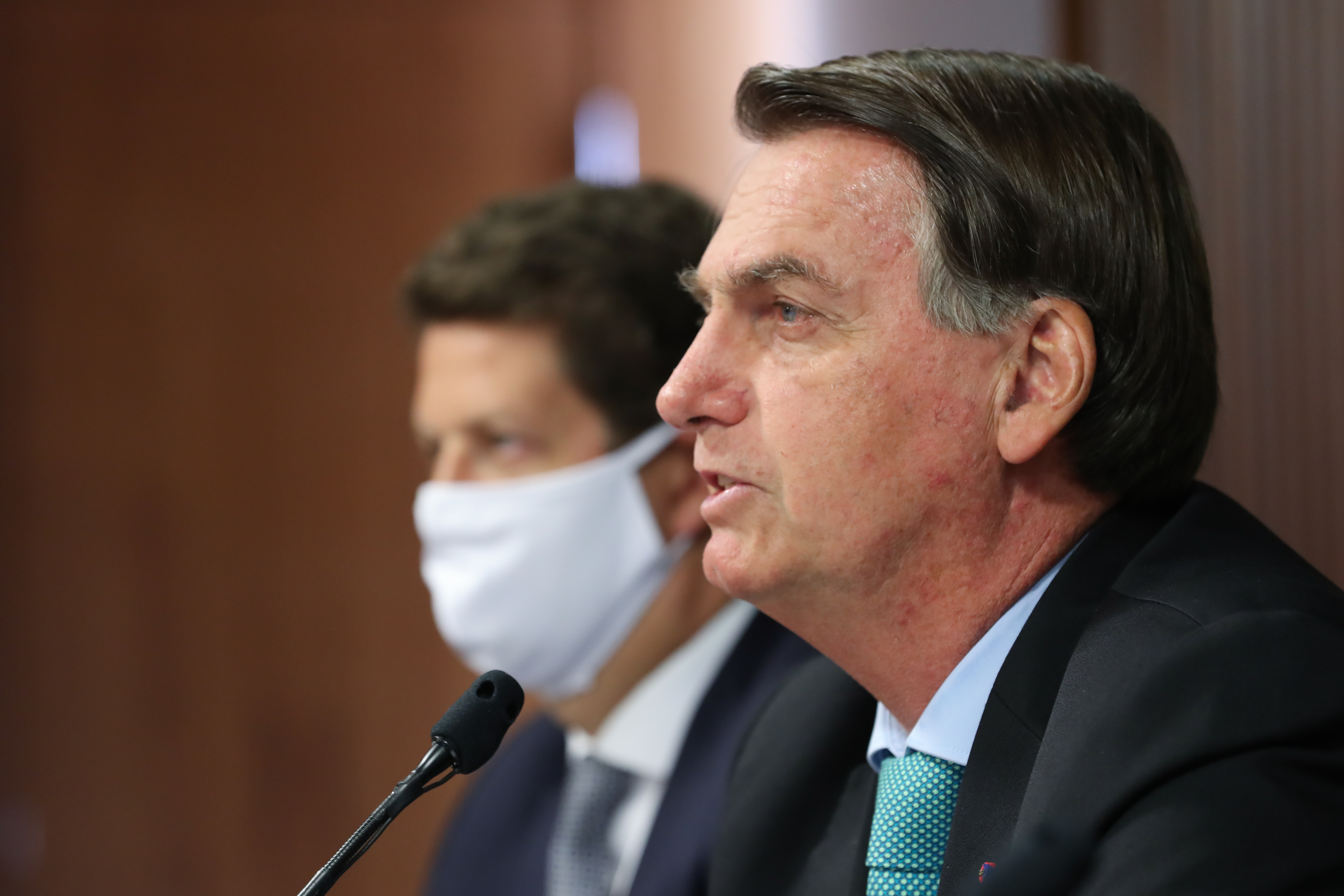
Jair Bolsonaro durante seu discurso na Cúpula do Clima, ao lado de Ricardo Salles.

A participação brasileira foi envolta de polêmicas e promessas. O evento que fora anunciado por Joe Biden durante a sua campanha presidencial havia sido ironizado pelo presidente brasileiro Jair Bolsonaro. Com a participação do presidente Bolsonaro e do ministro do meio ambiente Ricardo Salles, de forma online, foram debatidos assuntos como: auxilio financeiro externo, queimadas na Amazônia e diminuição de emissão de gases do efeito estufa.

### Promessas
Uma das promessas do governo brasileiro, foi a de reduzir aos padrões requeridos as emissões de gases do efeito estufa até 2050 e zerar o desmatamento ilegal até 2030. Promessas essas que foram consideradas controversas tendo em vista o 'flerte' do ministério do meio ambiente com a pecuária, que vem sendo um dos principais motivos para o desmatamento na Amazônia e também vem sendo uma das principais fontes dos gases que causam o efeito estufa, através do metano produzido pelos animais.

### Pedidos
O presidente brasileiro também pediu uma ajuda financeira do exterior para suporte no enfrentamento da situação ambiental brasileira, assim prometendo investir e duplicar as aplicações em órgãos de defesa ambiental. O ministro Ricardo Salles também falou na questão de soberania nacional e pediu um auxilio financeiro porém sem dar informações sobre o uso deste dinheiro, segundo Salles, o dinheiro seria destinado a manutenção urbana na região amazônica e aumento do patrulhamento contra desmatamento.

### Falas contraditórias de Bolsonaro
Durante seu discurso, o presidente Jair Bolsonaro fez declarações falsas ou distorcidas aos líderes dos países presentes, listadas a seguir.
| “ | O Brasil participou com menos de 1% das emissões históricas de gases de efeito estufa mesmo sendo uma das maiores economias do mundo. No presente, respondemos por menos de 3% das emissões globais anuais... | ” |

A informação é falsa, pois o Brasil produzia 3,2% dos gases causadores do efeito estufa na época da declaração, e já chegou a gerar 4,4% dos gases globais do efeito estufa.
| “ | Temos orgulho de conservar 84% de nosso bioma amazônico | ” |

Apesar de verídico, o fato é exagerado, já que apenas 80% do bioma amazônico natural brasileiro ainda estava conservado na época da declaração, sendo que o número estava decrescendo com o aumento de 20% nos índices de desmatamento da Amazônia em 2019.
| “ | No campo, promovemos uma revolução verde a partir da ciência e inovação. Produzimos mais utilizando menos recursos, o que faz da nossa agricultura uma das mais sustentáveis do planeta. | ” |

A informação também é falsa, tendo em vista que o Brasil ocupa a posição 51 no Índice de Sustentabilidade Alimentar, ou seja, não é uma das mais sustentáveis do planeta.